# Mimas

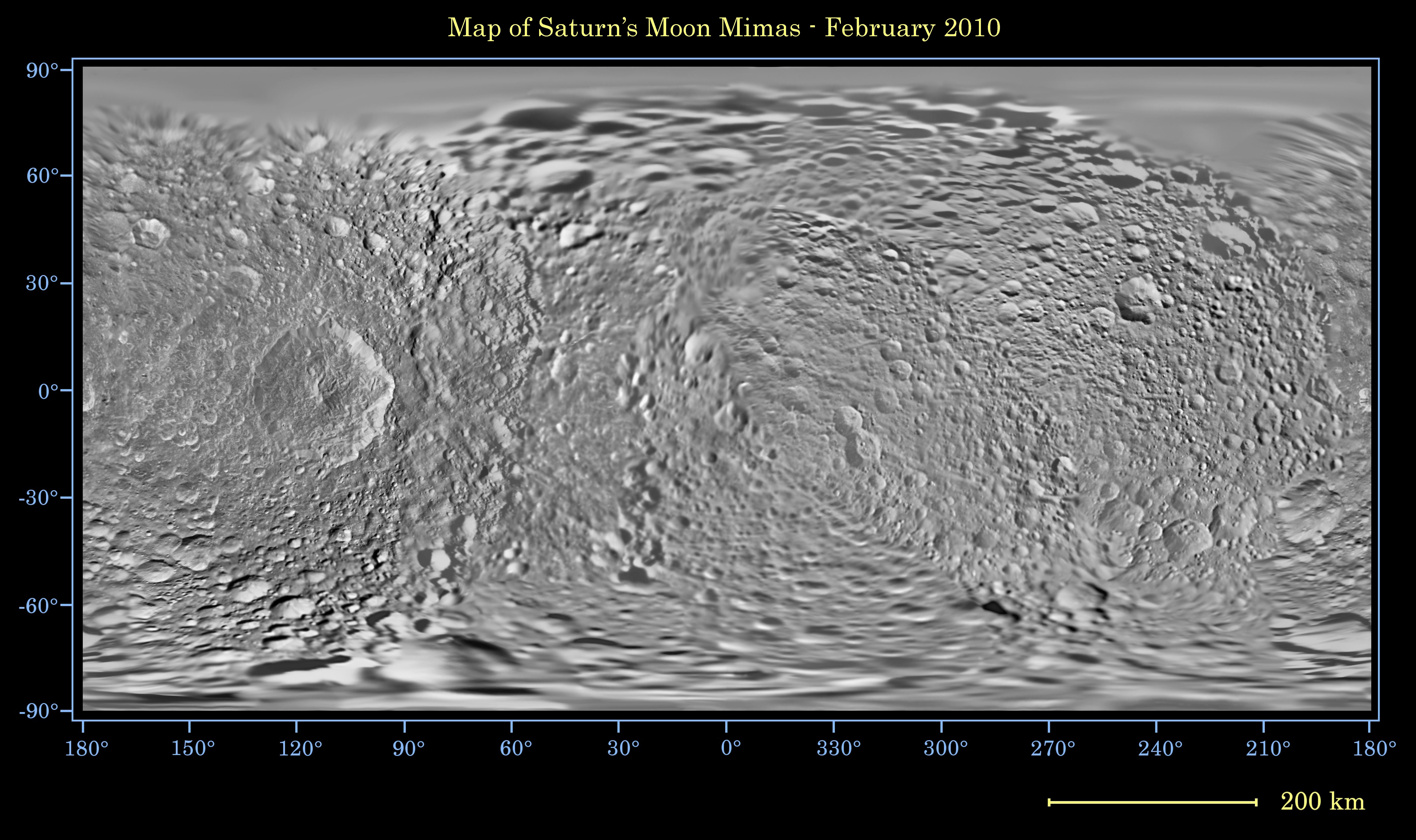
Karta över Mimas.

Mimas (från grekiskans Μίμας) är en av Saturnus månar. Den går även under namnet Saturnus I. 
Mimas låga täthet, endast 1,14 g/cm3, tyder på att den består till mesta delen av vattenis blandad med en liten andel sten. Enligt ett forskarlag som undersökt månens rörelsemönster kan det finnas en 70 till 80 km djup ocean under isytan.
Starka tidvattenkrafter sträcker ut månen och gör den något äggformad, vilket kan ses på nyare bilder från Cassini. Månens längsta axel är 10 % längre än dess kortaste. Dess diameter är dock beräknad till cirka 397 km, d.v.s. samma sträcka som mellan Göteborg och Stockholm.
Det mest utmärkande hos Mimas är den enorma nedslagskratern Herschel, som med en diameter på 130 km täcker en tredjedel av månens diameter. Om det fanns en motsvarande krater på jorden skulle den vara mer än 4000 kilometer i diameter och täcka ett område större än Kanada.
Kratern är hela tio kilometer djup och berget i mitten reser sig fem kilometer över kraterbotten. Nedslaget var så kraftigt att det nästan splittrade Mimas. Seismiska chockvågor från nedslaget kan ha skapat de sprickor som kan ses på månens motsatta sida.
Ytan täcks av mindre kratrar men ingen är i närheten av Herschels storlek. Kratrarna är dessutom ojämnt fördelade över ytan. Det mesta av ytan täcks av kratrar större än 40 kilometer, men vid sydpolen saknas kratrar mindre än 20 kilometer. Det antas att en hittills okänd process raderar ut mindre kratrar i detta område.

## Namn
Mimas upptäcktes av William Herschel den 17 september 1789. Mimas är uppkallad efter en av jättarna i den grekiska mytologin. Namnen på alla sju kända månar (inklusive Mimas) har föreslagits av William Herschels son. Han döpte dem efter Titanerna specifikt eftersom Saturnus (den romerska motsvarande Kronos i den grekiska mytologin) var ledare för Titanerna och härskare över världen för en tid.

## Fysiska egenskaper

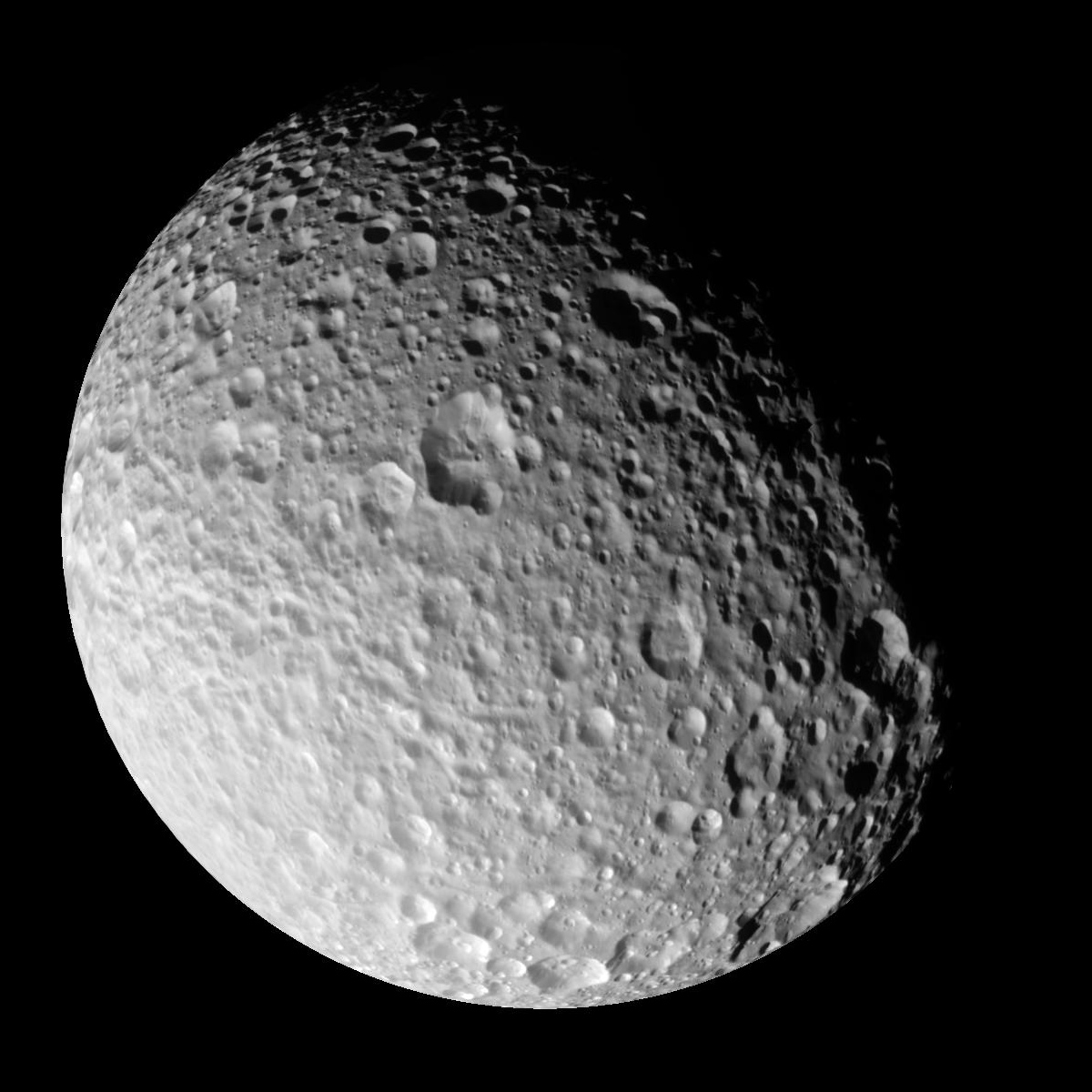
Bild på Mimas, tagen av Cassini.

Mimas har en densitet på 1,15 g/cm^, vilket tyder på att den huvudsakligen är sammansatt av vatten (i form av is) med endast en liten mängd sten. Dess längsta axel är ca 10% längre än den kortaste. Den ellipsoida formen Mimas är särskilt märkbar på senare bilder från rymdsonden Cassini. 
Mimas mest utmärkande drag är en kolossal krater som är 130 kilometer (81 mi) i diameter. Det är en diameter som nästan är en tredjedel av månens egen diameter. Om det fanns en krater av motsvarande skala på Jorden skulle den vara över 4 000 kilometer (2 500 mi) i diameter. Det är bredare än Australien. Mimas yta är mättad med mindre nedslagskratrar men inga andra är någonstans i närheten av storleken av Herschels. Även om Mimas är kraftigt ärrad av nedslagskratrar är kratrarna inte enhetliga. Merparten av ytan är täckt med kratrar större än 40 kilometer i diameter, men i det södra polarområdet är kratrarna i allmänheten större än 20 kilometer.

## Mimas i populärkultur

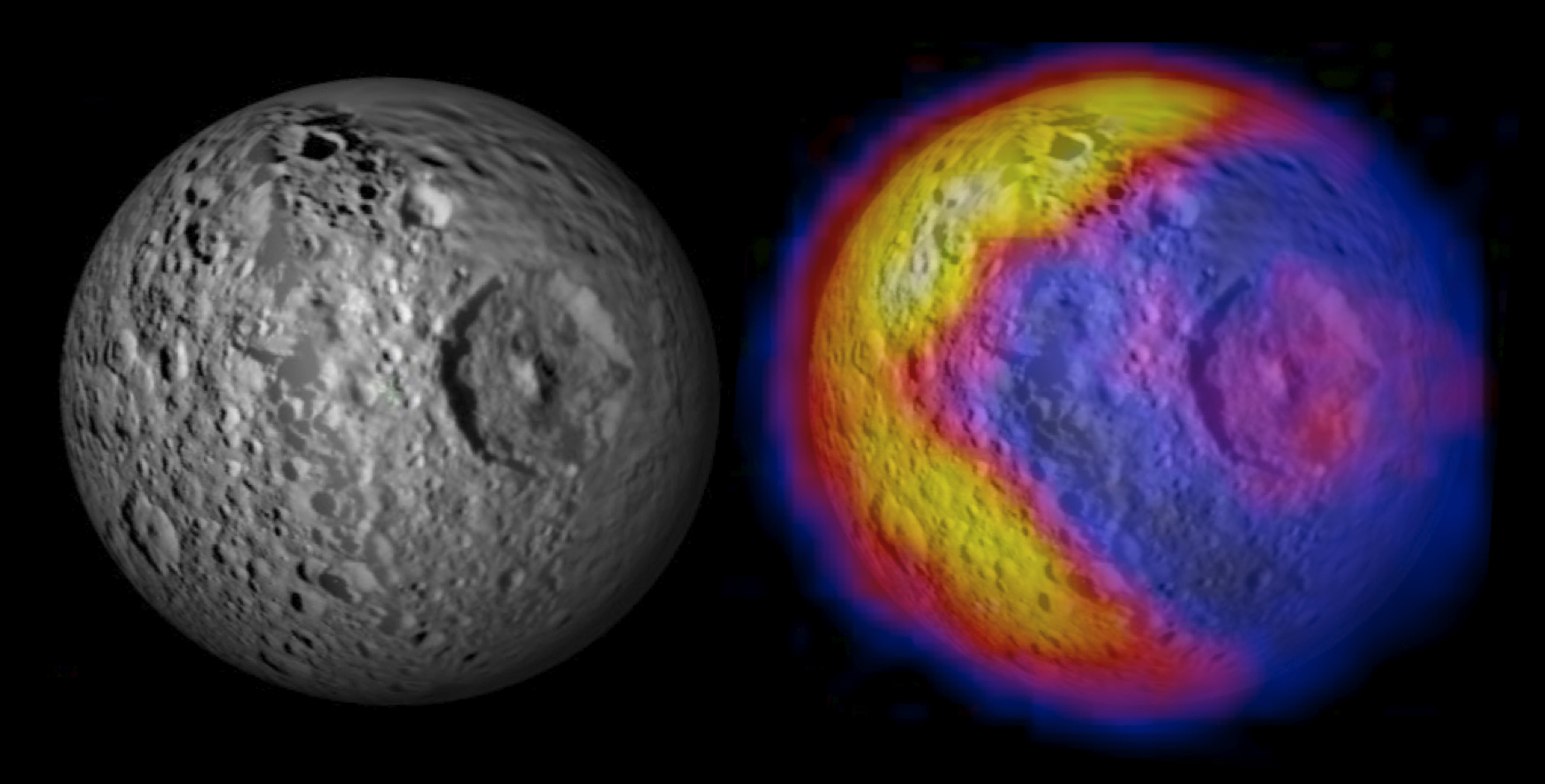
NASA:s bild av Mimas med överlagrad temperaturkarta.

- Mimas påminner starkt till utseendet av Dödsstjärnan i filmserien Stjärnornas krig. Detta är dock ett sammanträffande då konceptet för Dödsstjärnan skapades långt innan de första fotografierna av Mimas togs.
- År 2010 publicerade NASA en bild av Mimas med en överlagrad temperaturkarta som påminner om Pac-Man.[3]
- Mimas beskrivs i boken "Red Dwarf: Infinity welcomes careful drivers" som den måne Dave Lister levde på innan han hamnade på rymdskeppet Red Dwarf.
- I tv-serien Star Trek finns en av stjärnflotteakademins nödutrymningsstationer på Mimas.